# Alain Robert

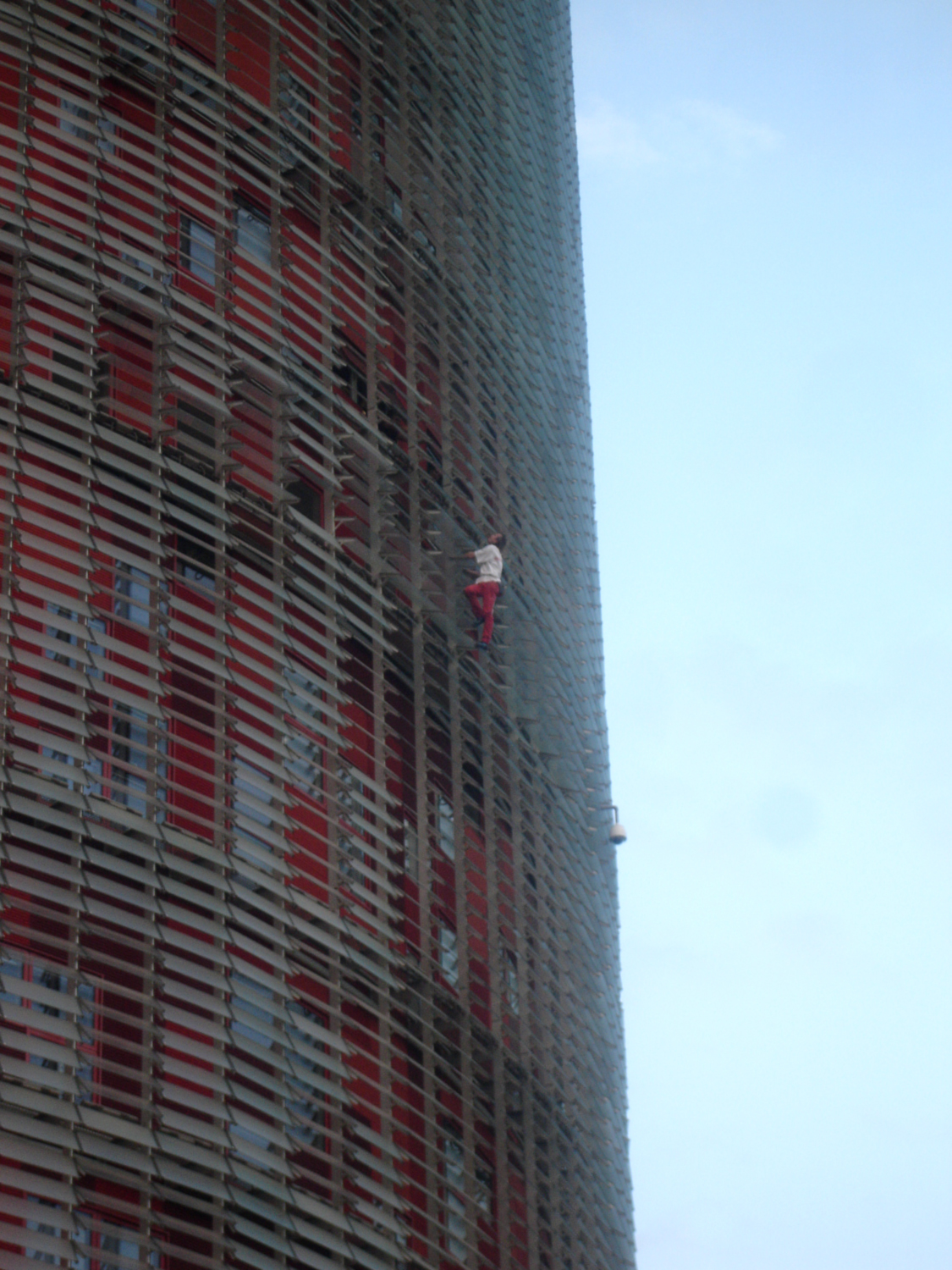
Výstup na barcelonskou budovu Torre Agbar v roce 2007.

Alain Robert, rodným jménem Robert Alain Philippe (* 7. srpna 1962, Digoin v depart. Saône-et-Loire, Burgundsko), je francouzský sportovní lezec a lezec na výškové budovy, označovaný za „Pavoučího muže“ nebo „francouzského Spider-Mana“ (podle komiksu Spider-Man z vydavatelství Marvel Comics), věnoval se také skalnímu lezení.

## Lezení
Celosvětově vylezl na více než 85 výškových budov, řada z nich je počítána k nejvyšším na světě. Většinu z nich zlezl jen za pomoci holých rukou, lezeckých bot a bez jištění. Někdy má k dispozici pytlík s magnéziem (Magnesium Carbonate - suší ruce od potu a zvyšuje tření). S lezením začal již v dětském věku. První zkušenost s budovou učinil ve věku dvanácti let, když si zapomněl klíče od bytu, nečekal na rodiče a vylezl po zevním zdivu do osmého patra, aby se dostal domů.
V roce 1982 utrpěl dvě zranění, první v lednu a druhé v září. V obou případech spadl z výšky 15 metrů. Způsobil si mnohočetné zlomeniny a i v současnosti pociťuje permanentní závratě. Lékaři mu určili 60% míru invalidity a sdělili, že již nebude nadále lézt. Přesto se do šesti měsíců k lezení vrátil. Svou dovednost získal především na skalách ve Francouzských Alpách.
V roce 1995 vydal Heinz Zak knihu Rock Stars, kde je mezi nejlepšími skalními lezci světa mezi sedmnácti francouzskými lezci.

## Skalní lezení
přelezy ve stylu Free solo:
- 1987: Bloc du Falaise, 8a+, Duniére sur Eyrieux, Francie
- 1987: Boukouni, 7c, Chateaubourg, Francie
- 1990: ĽAnge en Décomposition, 7a, Verdon, Francie
- 1990: Reve de Papillon, 8a, Buoux, Francie
- 1991: Lou Pape, 8a+, Ombleze, Francie
- 1991: ĽAbomina Freux, 8a, Chateaubourg, Francie
- 1991: Au Thétre ce Soir, 8a, Chateaubourg, Francie
- 1991: Crack Boum hue, 7c+/8a, Verdon, 1991
- 1992: La Nuit du Lézard, 8a+, Buoux, Francie
- 1992: Cauchemar de ľEléphant, 8a, Buoux, Francie
- 1992: La Nuit du Cauchemar, 8a+, Buoux, Francie
- 1993: Ceuvre Posthume, 8a, Entrechaux, Francie
- 1994: Pour une Poignée de Chamalows, 8a+, Chateaubourg, Francie
- 1994: Compilation, 8b, Ombleze, Francie
- a další cesty

## Výškové objekty
Tabulka obsahuje významné objekty, které lezec zlezl.

### Evropa

#### Francie

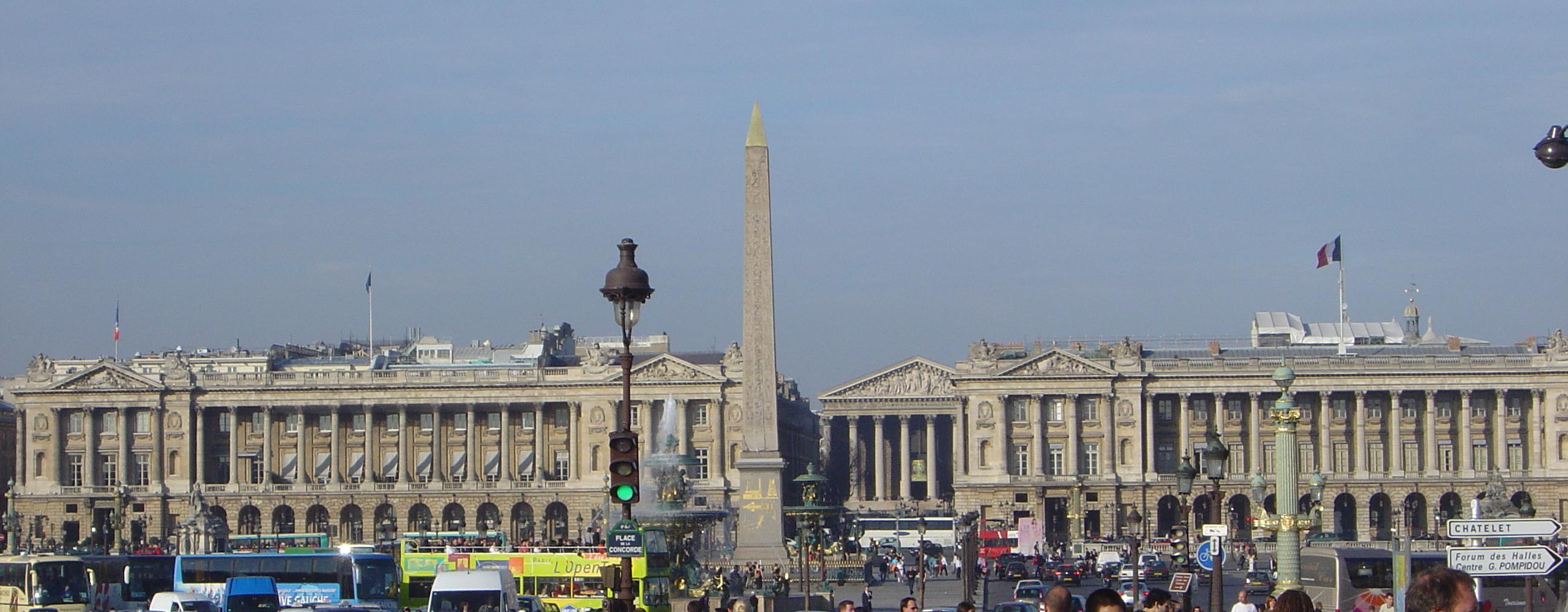
La place de la Concorde, uprostřed 'Obélisque

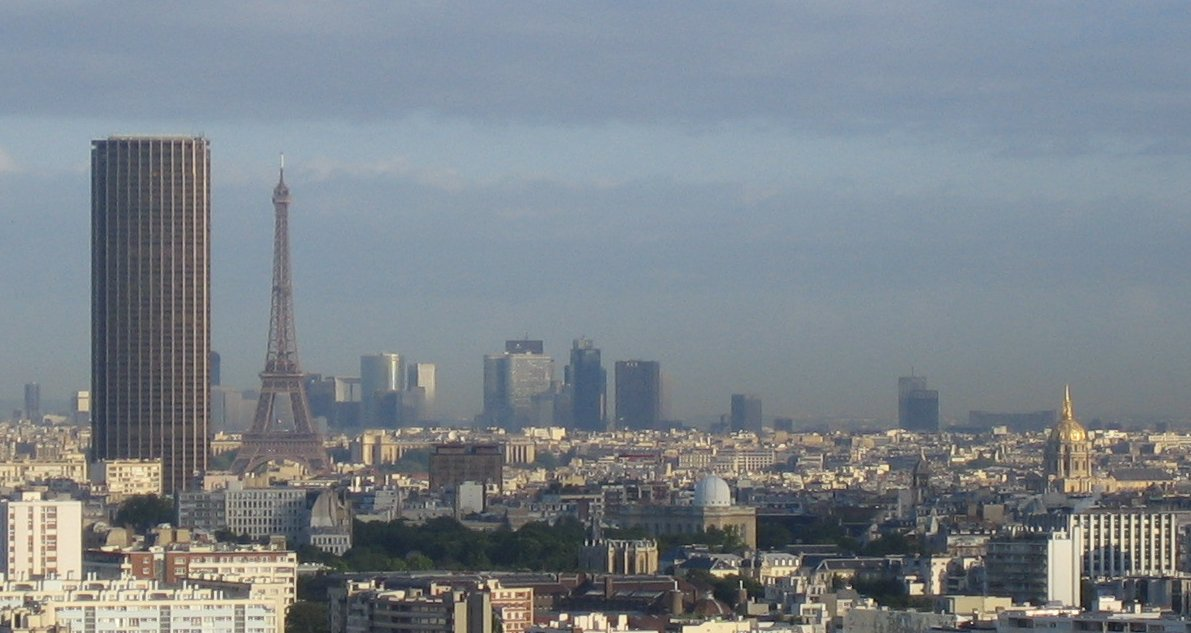
La Tour Montparnasse a Eiffelova věž

| Rok       | Objekt                       | Město              | Výška    |
| --------- | ---------------------------- | ------------------ | -------- |
| 1994      | Tour Elf-Aquitaine           | Paříž (La Défense) | 187 m    |
| 1994      | Tour Franklin                | Paříž (La Défense) | 120 m    |
| 1995      | Tours Mercuriales            | Paříž              | 122 m    |
| 1995      | Tour Montparnasse            | Paříž              | 209 m    |
| 1995      | Tour Gan                     | Paříž (La Défense) | 179 m    |
| 1995      | Francouzská národní knihovna | Paříž              | 100 m    |
| 1995      | Tour TF1                     | Paříž              | 59 m     |
| 1996      | Tour de l'Europe             | Valence            | 99 m     |
| 1996      | Tour Cristal                 | Paříž              | 100 m    |
| 1996/1997 | Eiffelova věž                | Paříž              | 300,65 m |
| 1997      | Tour de Crest                | Crest              | 52 m     |
| 1997      | Hôtel Concorde La Fayette    | Paříž              | 137 m    |
| 1998      | Obélisque de la Concorde     | Paříž              | 23 m     |
| 1998      | Bazilika Sacré Cœur          | Paříž              | 80 m     |
| 1998      | Radnice ve Valenci           | Valence            | 45 m     |
| 1998      | Framatome                    | Paříž (La Défense) | 180 m    |
| 1998      | Pyramide du Louvre           | Paříž              | 21,64 m  |
| 1999      | Grande Arche de La Défense   | Paříž (La Défense) | 110,90 m |
| 1999      | Tour Elf                     | Paříž (La Défense) | 187 m    |
| 2000      | Obélisque de la Concorde     | Paříž              | 23 m     |
| 2000      | Maison Consulaire            | Pézenas            | 20 m     |
| 2000      | Radnice v Pau                | Pau                | 15 m     |
| 2000      | Radnice v Pézenas            | Pézenas            | 20 m     |
| 2001      | Tour Elf Fina Total          | Paříž (La Défense) | 187 m    |
| 2002      | Tour Franklin                | Paříž (La Défense) | 120 m    |
| 2003      | Tour Total                   | Paříž (La Défense) | 187 m    |
| 2004      | Le Saint Georges             | Toulouse           | 25 m     |
| 2004      | Tour Montparnasse            | Paříž              | 209 m    |
| 2005      | Tour Cristal                 | Paříž              | 100 m    |
| 2006      | Tours Mercuriales            | Paříž              | 122 m    |
| 2008      | Francouzská národní knihovna | Paříž              | 79 m     |
| 2008      | Tour Total                   | Paříž (La Défense) | 187 m    |
| 2009      | Tour Ariane                  | Paříž (La Défense) | 152 m    |

#### Další státy

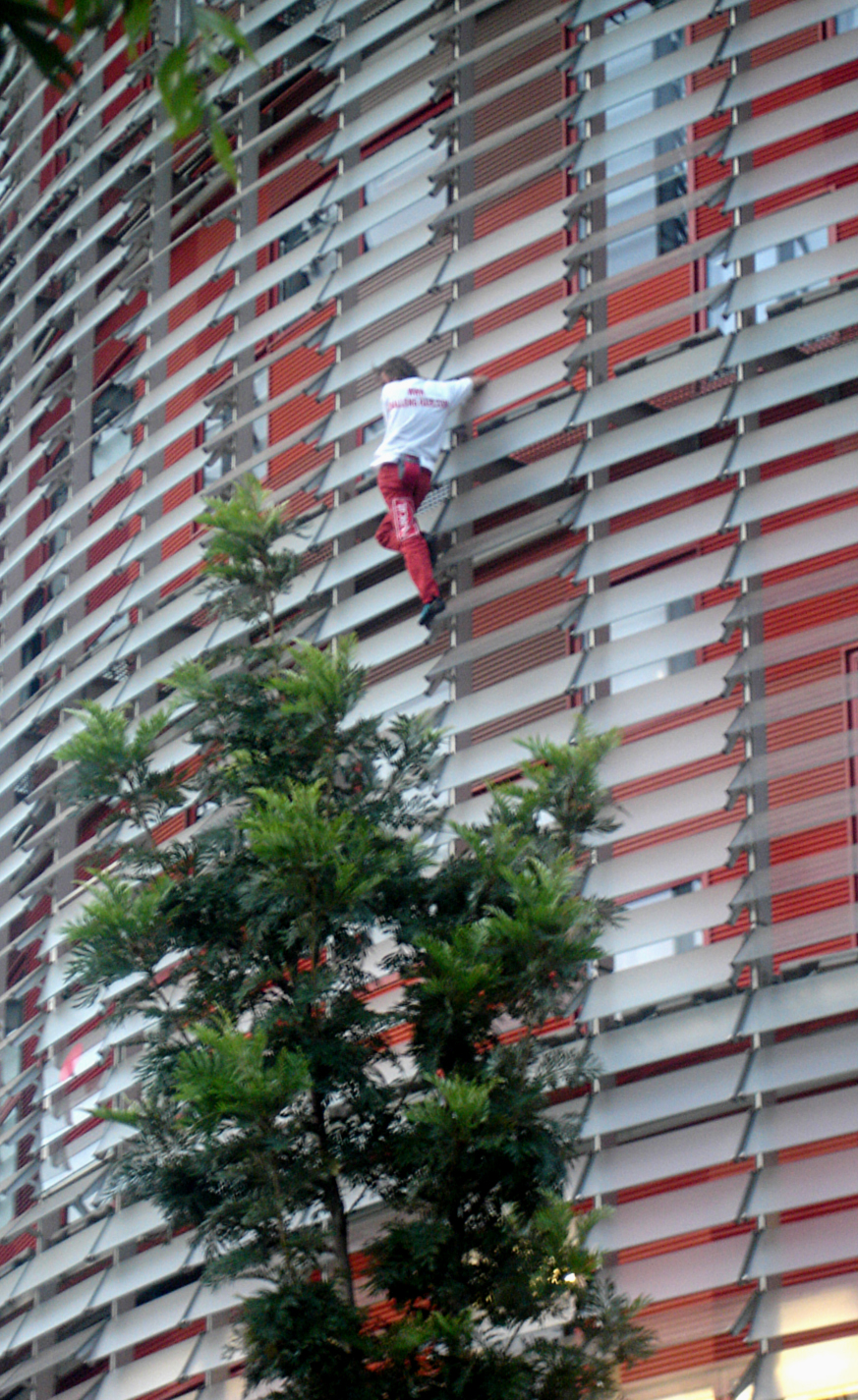
Výstup na barcelonskou budovu Torre Agbar v roce 2007.

| Rok  | Objekt                                | Město                 | Země        | Výška |
| ---- | ------------------------------------- | --------------------- | ----------- | ----- |
| 1995 | 1 Canada Square ( Canary Wharf Tower) | Londýn                | Anglie      | 237 m |
| 1995 | Tour Dresdner Bank                    | Frankfurt nad Mohanem | Německo     | 135 m |
| 1995 | Banca di Milano                       | Milán                 | Itálie      | 112 m |
| 1995 | Hôtel Arts                            | Barcelona             | Španělsko   | 155 m |
| 1998 | Tours jumelles de la Deutsche Bank    | Frankfurt             | Německo     | 155 m |
| 1998 | Marriott Hotel                        | Varšava               | Polsko      | 140 m |
| 1999 | Maison d’édition                      | Berlín                | Německo     | 85 m  |
| 2002 | 1 Canada Square (Canary Wharf Tower)  | Londýn                | Anglie      | 237 m |
| 2003 | Lloyd's building                      | Londýn                | Anglie      | 95 m  |
| 2006 | Tour Agbar                            | Barcelona             | Španělsko   | 144 m |
| 2006 | Vasco da Gama Tower                   | Lisabon               | Portugalsko | 145 m |
| 2007 | Tour Devis                            | Berlín                | Německo     | 106 m |
| 2007 | Slovenský rozhlas                     | Bratislava            | Slovensko   | 80 m  |
| 2007 | Pont du 25 Avril                      | Lisabon               | Portugalsko | 190 m |
| 2007 | Tour de la Fédération                 | Moskva                | Rusko       | 242 m |
| 2007 | Portland House                        | Londýn                | Anglie      | 101 m |

### Severní Amerika

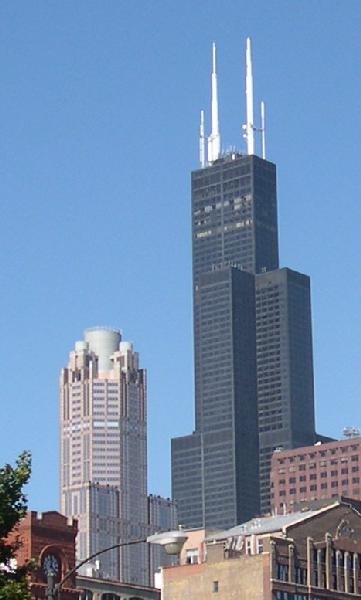
La Willis Tower v Chicagu.

| Rok  | Objekt                       | Město         | Stát   | Výška   |
| ---- | ---------------------------- | ------------- | ------ | ------- |
| 1994 | City Bank/Corp Building      | Chicago       | USA    | 180 m   |
| 1994 | Calico Building              | New York      | USA    | 192 m   |
| 1994 | Brooklyn Bridge              | New York      | USA    | 90,6 m  |
| 1994 | Empire State Building        | New York      | USA    | 381 m   |
| 1996 | Luxor Hotel                  | Las Vegas     | USA    | 106 m   |
| 1996 | Golden Gate Bridge           | San Francisco | USA    | 227,4 m |
| 1997 | Blue Cross Blue Shield Tower | Filadelfie    | USA    | 190,5 m |
| 1999 | Willis Tower                 | Chicago       | USA    | 443 m   |
| 1999 | Crown Plaza                  | Montréal      | Kanada | 120 m   |
| 2008 | New York Times Tower         | New York      | USA    | 228 m   |

### Austrálie

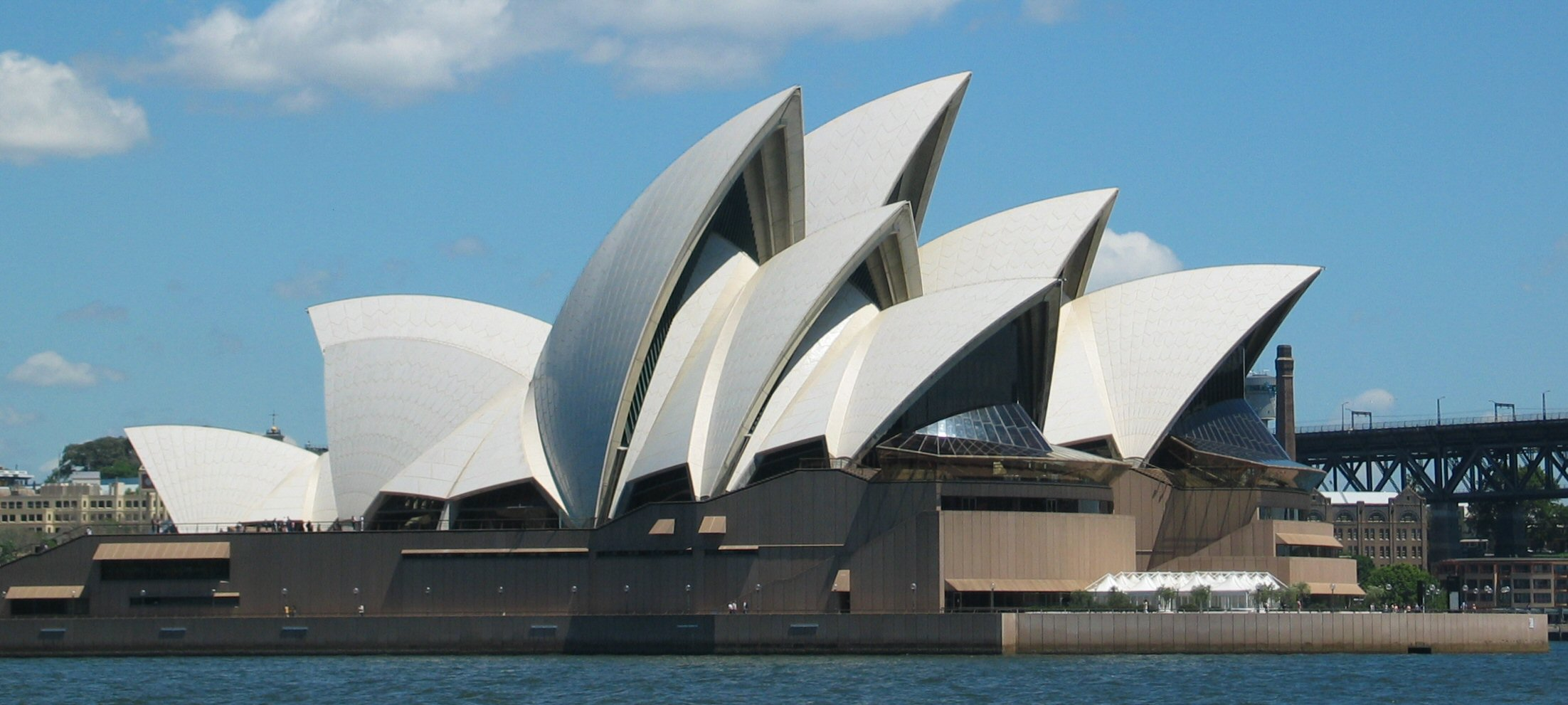
Opera v Sydney

| Rok  | Objekt                 | Město  | Výška |
| ---- | ---------------------- | ------ | ----- |
| 1997 | Sydney Opera house     | Sydney | 183 m |
| 1997 | Sydney Tower           | Sydney | 305 m |
| 2009 | Royal Bank of Scotland | Sydney | 219 m |

### Afrika
| Rok  | Objekt               | Město        | Výška |
| ---- | -------------------- | ------------ | ----- |
| 1998 | IBM Tower            | Johannesburg | 91 m  |
| 1998 | Garden Court Holiday | Johannesburg | 150 m |

### Asie

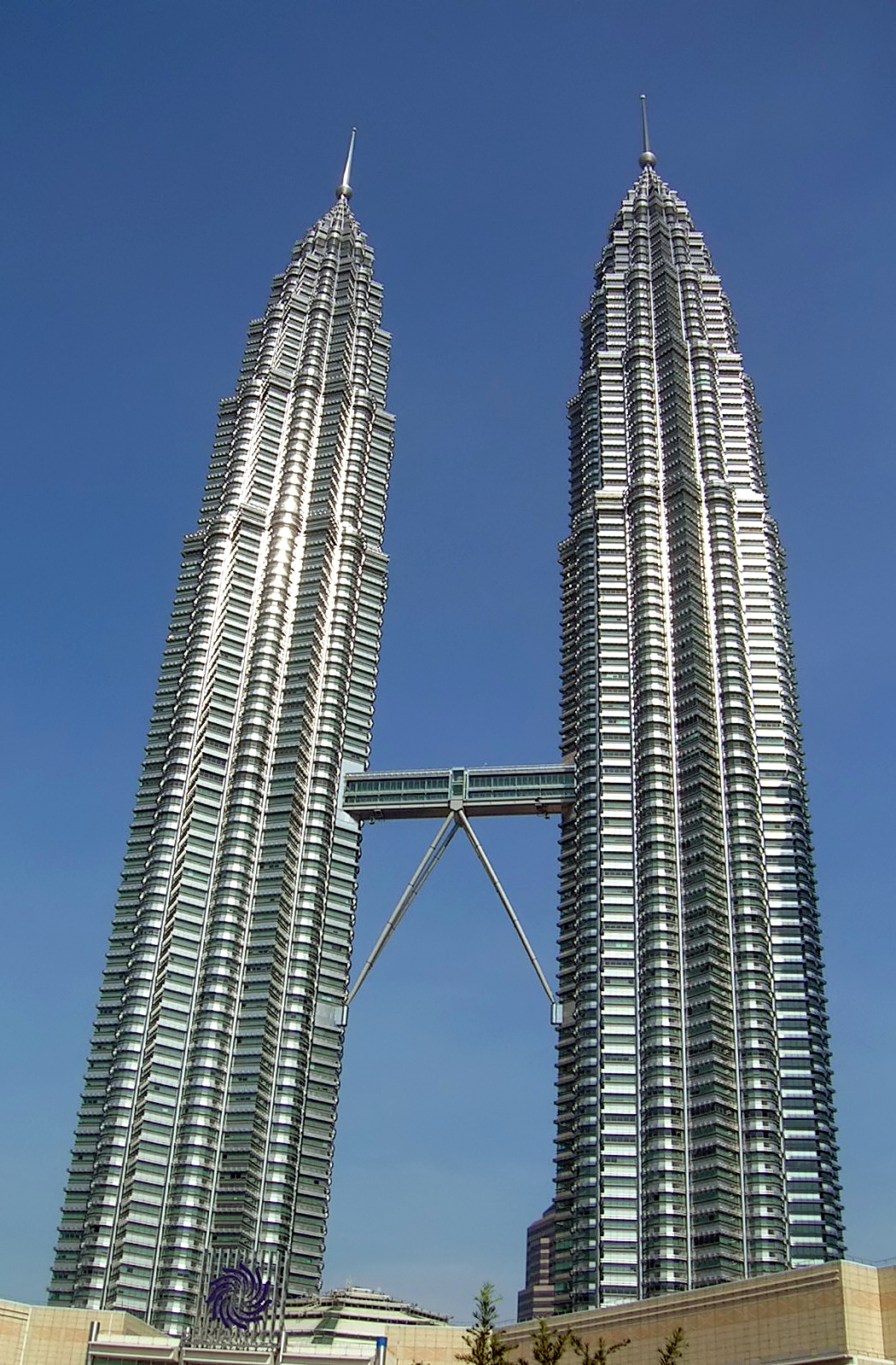
Les Tours jumelles Petronas (Petronas Twin Towers), Kuala Lumpur v Malajsii

| Rok  | Objekt                  | Město        | Stát      | Výška      |
| ---- | ----------------------- | ------------ | --------- | ---------- |
| 1996 | Far East Finance Center | Hongkong     | Čína      | 415 m      |
| 1996 | Nec Building            | Hongkong     | Čína      | 200 m      |
| 1996 | ATV Asia                | Hongkong     | Čína      | 30 m       |
| 1997 | Petronas Twin Towers    | Kuala Lumpur | Malajsie  | 452 m      |
| 1997 | Tun Mustapha Tower      | Borneo       | Malajsie  | 122 m      |
| 1997 | Melia Hotel             | Kuala Lumpur | Malajsie  | 80 m       |
| 1998 | Shinjuku Park Tower     | Tokio        | Japonsko  | 233 m      |
| 2000 | OUB Centre              | Singapur     | Singapur  | 280 m      |
| 2004 | Tchaj-pej 101           | Tchaj-pej    | Tchaj-wan | 508 m      |
| 2007 | Petronas Twin Towers    | Kuala Lumpur | Malajsie  | 452 m      |
| 2007 | Jin Mao Tower           | Šanghaj      | Čína      | 420 m      |
| 2008 | Four Seasons Hotel      | Hongkong     | Čína      | 205 m      |
| 2008 | Gratte-ciel             | Jakarta      | Indonésie | 33 podlaží |
| 2009 | Petronas Twin Towers    | Kuala Lumpur | Malajsie  | 452 m      |

### Střední Východ
| Rok  | Objekt                               | Město     | Stát    | Výška |
| ---- | ------------------------------------ | --------- | ------- | ----- |
| 2003 | National Bank of Abu Dhabi           | Abú Dhabí | SAE     | 175 m |
| 2008 | Hôtel Phoenicia Intercontinental     | Bejrút    | Libanon | 70 m  |
| 2009 | Abu Dhabi Investment Authority Tower | Abú Dhabí | SAE     | 185 m |

### Film
- 2008: La Légende de l'homme araignée
- 2013: Adrenalin
- jiné seriály a televizní pořady